# José María de Sancha
José María de Sancha y Valverde (Madrid, 1841-Vigo, 1891) fue un ingeniero de caminos, arquitecto y pintor español, padre de los artistas Francisco Sancha Lengo y Tomás Sancha Lengo.

## Biografía

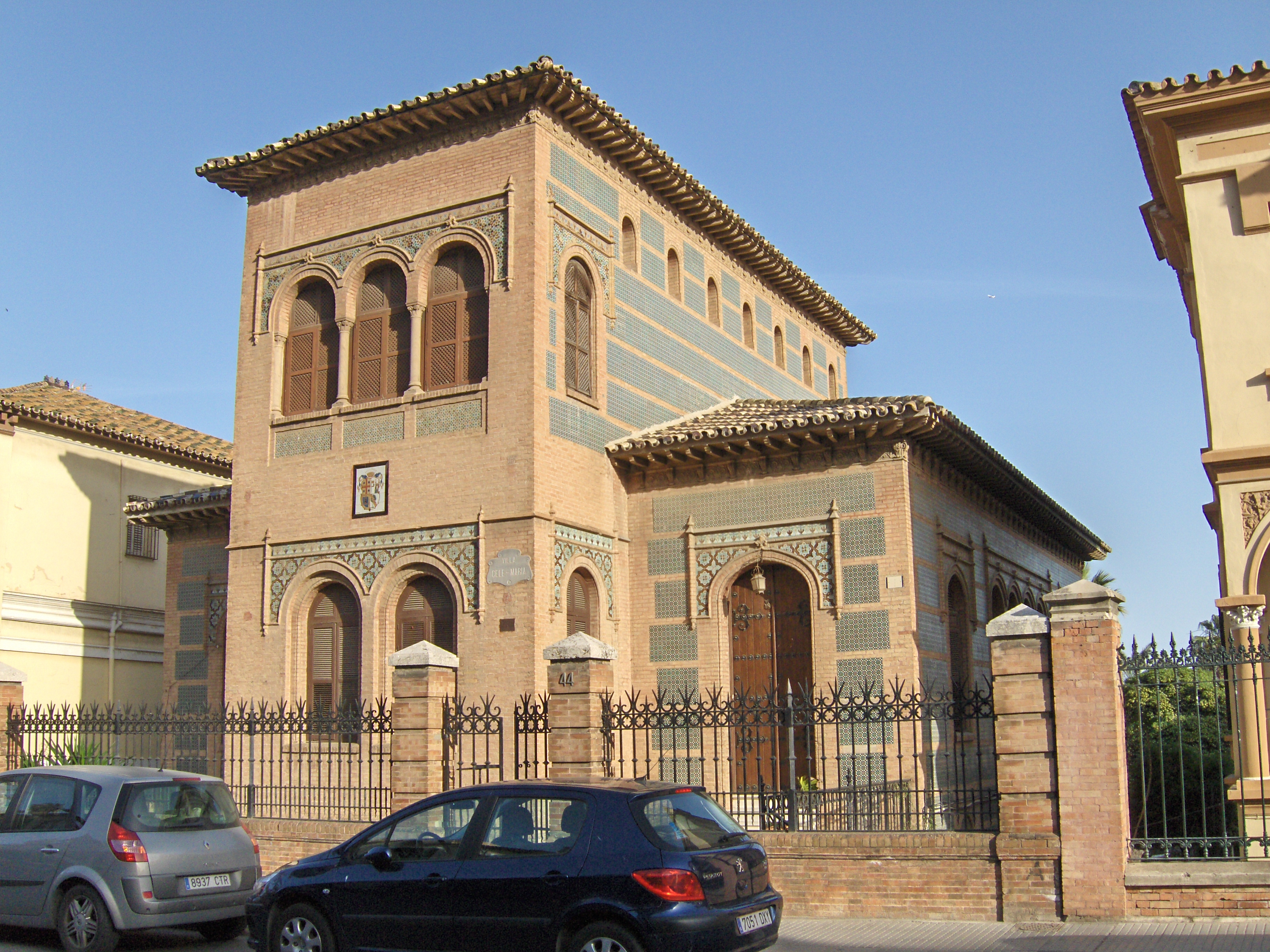
Villa Cele María, obra y residencia de José María de Sancha.

Ingeniero de caminos, pertenecía a una familia de origen italiano y realizó importantes proyectos como estudios para la desviación o soterramiento del río Guadalmedina u otros para la mejora urbanística del casco antiguo de Málaga. Es autor de diversos inmuebles en las zonas del paseo del Limonar y La Caleta de Málaga, así como de importantes obras de ingeniería como la traída de aguas de los manantiales de Torremolinos hasta Málaga. Fue impulsor de empresas arriesgadas de minería y construcción e hizo mecenazgo de artistas que le llevaron a la quiebra económica. También se dedicó a la pintura y la literatura publicando en el periódico Las Noticias.
Adivinando el futuro turístico de la Costa del Sol, invirtió su dinero en aquellas tierras, aunque no sacó provecho de ello y, tras perder su patrimonio, ingresó en el Cuerpo de Ingenieros de Vigo, en cuyo puerto realizó algunas obras y donde murió a los cincuenta años; allí, en un mausoleo del Cementerio de Pereiró, reposan sus restos. El paseo de Sancha de la ciudad de Málaga fue nombrado así en su memoria.
Según Ossorio y Bernard habría sido pintor aficionado, además de caricaturista. Entre sus cuadros, Ossorio cita títulos como Un asesinato durante la noche, Una ronda nocturna, Una bruja cociendo niños en una caldera, Santa Rita, Santa Bárbara, La Virgen de la Esperanza, La cena de D. Juan Tenorio, La cena de Zampa, y Una batalla en la Edad Media, además de numerosos tipos de provincias, escenas de costumbres, paisajes y retratos.